# تاریخ مصر اسلامی
چیرگی عرب‌ها از آغاز تا دوره اموی ۶۴۰-۶۶۱م
- امویان ۶۶۱-۷۵۰م
- عباسیان ۷۵۰-۸۶۸م
- طولونیان ۸۶۸-۹۰۵م
- عباسیان ۹۰۵-۹۳۵م
- اخشیدیان ۹۳۵-۹۶۹م
- فاطمیان ۹۶۹-۱۱۷۱م
- ایوبیان ۱۱۷۱-۱۲۵۰م
- سلطنت مملوک مصر ۱۲۵۰-۱۵۱۷م